# LT vz. 34

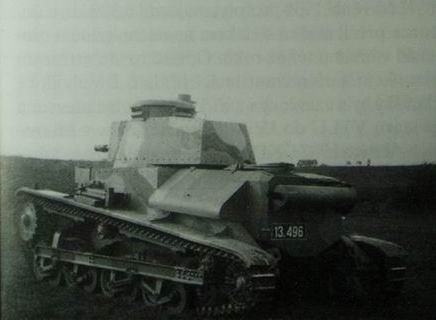
De achterzijde van de LT vz. 34.

De LT vz. 34 (Lehký Tank vzor 34 - Lichte tank model 1934), ook wel ČKD P-II, was een Tsjecho-Slowaakse tank waarvan 51 stuks zijn geproduceerd vanaf 1934. In de Tweede Wereldoorlog is de tank ingezet door Slowakije tijdens de Slowaakse nationale opstand. De tank was gebaseerd op de Britse Carden Loyd tankette, waar Tsjechoslowakije drie voertuigen en een licentie van had aangeschaft. Het was de voorloper van de LT vz. 35, beter bekend als de Panzerkampfwagen 35(t).

## Voorgeschiedenis
Aan het einde van de jaren 1920 bemerkte het Tsjecho-Slowaakse leger een ernstig tekort aan tanks. Het ministerie van defensie wilde nieuwe voertuigen aanschaffen, maar het militaire budget werd in deze tijd ernstig beperkt. Het was daarom beter om in het buitenland tanks aan te schaffen, omdat er dan geen geld uitgegeven hoefde te worden aan de ontwikkeling. In 1929 werden drie Carden Loyd Mk. VI tankettes uit Groot-Brittannië aangeschaft. Het leger keurde dit ontwerp goed, maar voldeed toch niet aan alle wensen. Daarom werd een licht gewijzigde Carden Loyd tankette in eigen land geproduceerd onder de naam Tančík vz.33 (ČKD P-I). Achteraf bleek dit geen geweldige keuze.
Aan het einde van 1931 vonden de eerste besprekingen plaats tussen ČKD en het leger over de P-I. ČKD nam het initiatief om een nieuw ontwerp te maken, op basis van de Carden Loyd, maar dan uitgerust met een 47 mm Vickers kanon en twee ZB vz.26 machinegeweren. Het leger was echter van mening dat dit kaliber te zwaar zou zijn en koos voor een 37 mm Škoda A-3 (ZB vz.34UV) kanon en de machinegeweren zouden twee ZB vz.35 (ZB-53) machinegeweren moeten zijn. Het pantser varieerde tussen 8 en 15 millimeter. De legerleiding was tevreden over het aangeboden ontwerp en het project werd aanvaard.
Daar het chassis al volledig overgenomen werd, verliep het ontwerpen in een relatief snel tempo en ook het bouwen ging vlot. Zodoende was het eerste prototype in 1932 gereed. Het ontwerp was de basis voor de LT vz. 35, een tank die in grote aantallen voor het Tsjecho-Slowaakse leger werd geproduceerd.

## Ontwerp
De frontale en zijdelingse pantserplaten hadden een dikte van 15 mm en de afgeschuinde platen een dikte van 12 mm. Het pantser rond het motorcompartiment was maximaal 10 mm dik. De onder en bovenzijde hadden een dikte van 8 mm. De bestuurder zat in de rechtervoorzijde en de radiobediener zat links van hem.van de tank en de commandant was gestationeerd in de toren. De motor lag in de achterzijde. Voor eventuele noodevacuaties werd er een luik in de bodem gerealiseerd.
De bestuurder had zicht door een kleine observatiespleet met kogelvrij glas van 50 mm. Ook kon hij een luik openklappen voor beter zicht, maar hij kon enkel vooruit kijken, niet opzij. Ook de radiobediener had een luik. Deze moest een vz.35 radio bedienen en had ook de beschikking over een machinegeweer.
De toren had een diameter van 1,265 meter en kon met de hand gedraaid worden.In de commandantskoepel waren vier episcopen geïnstalleerd en een monoculaire 1.3 x 35° periscoop. Omdat de commandant het enige bemanningslid in de koepel was, droeg hij ook de verantwoordelijkheid voor het laden, richten en vuren van het 37 mm kanon en het ZB-53 machinegeweer, terwijl hij ook nog zijn hoofdtaak moest uitvoeren; commanderen.
De volledige bewapening bestond uit één 37 mm Škoda A3 kanon en twee 7,92 mm ZB vz.35 machinegeweren. Het kanon had een elevatie van + 25° en een declinatie van -10°.  De maximale vuursnelheid bedroeg tien schoten per minuut. De totale munitie bestond uit zestig granaten voor het kanon en 2000 patronen voor de machinegeweren.
De motor was een Praga 4-cilinder benzinemotor, watergekoeld en een kracht van 62,5 pk. De motor kon handmatig gestart worden, maar er was ook een mogelijkheid voor een elektrische starter. De maximale snelheid was 30 km/h op de weg en 15 km/h op terrein. Dubbele brandstoftanks met een inhoud van 64,5 liter werden aan weerszijden van de motor geplaatst. De olietank bevond zich aan de rechterzijde. Het chassis was in feite een verstevigd Carden Loyd chassis.en had de volgende kenmerken: Aan beide zijde vier paar dubbele wielen met semi-elliptische vering; Het aandrijfwiel had negentien tanden; Twee ondersteuningsrollen en geleidegroeven voor een juiste terugkeer van de rupsbanden; een horizontale stalen balk die een verstevigende functie had; de rupsbanden waren 27,2 cm breed en bestond uit 107 koppelingen.
De versnellingsbak (vier versnellingen vooruit en één achteruit) lag onder de vloer van de bemanningsruimte. De standaard camouflage bestond uit een combinatie van donkergroene, bruine en gele vlekken. Het interieur had een ivoor-witte kleur en de stoelen voor de bemanning waren leerbruin.

## Gebruik
Op het oefenterrein bij Milovice werden tijdens de herfst en winter 1932 de eerste tests uitgevoerd. Het prototype ondervond vrijwel geen problemen en voldeed aan alle eisen. De tank had een goede snelheid en mobiliteit, zeker met de Renault FT, die op dat moment nog in gebruik was. In februari 1933 ontving ČKD de eerste order voor de productie van 50 stuks, de zogenaamde 0-serie. De productie kon echter nog niet gestart worden, omdat de kwaliteit van de pantserplaten zeer slecht was en eerst verbeterd moest worden. Uiteindelijk kon de productie starten in april 1934. Overigens kreeg de tank pas op 13 juli 1935 de aanduiding LT vz. 34. Daarvoor droeg het de fabrieksaanduiding: P-II.  De serienummers liepen van 13.490 tot 13.539, die op de voor- en achterzijde waren vermeld.
Het 3e regiment van het Pantserbataljon werd als eerst uitgerust met de nieuwe tanks. Om de opleiding van de bemanning te versnellen, nam ook de Tančík vz.33 deel aan de gecombineerde manoeuvres. Er waren echter nog wel enkele kinderziektes in het ontwerp. Daarnaast had de eerste levering de hoofdbewapening nog niet ontvangen. Een voorstel om voor een korte tijd de oude 37 mm kanonnen uit de Renault FT's te installeren vond geen steun. De kanonnen werden uiteindelijk in de periode januari tot augustus 1936 gemonteerd. Het belangrijkste dat naar voren kwam tijdens de militaire oefeningen was de ineffectiviteit van het pantser. 20 mm granaten konden op een afstand van 200 meter de 15 mm pantser doorboren en grotere kalibers al van een verdere afstand.
Ondanks de tekortkomingen van het pantser werden de 50 tanks tussen september 1935 en januari 1936 ingedeeld in drie nieuw gevormde tankregimenten. In november 1938 besloot de legerleiding om het 3e tankregiment (PUV-3) aan de grens van Hongarije in te zetten, dus in Slowakije. Zodoende bevonden zich tijdens de Duitse inval 27 tanks in Slowakije, die na de Slowaakse onafhankelijkheidsverklaring werden geïnterneerd. De andere 23 tanks vielen in Duitse handen.

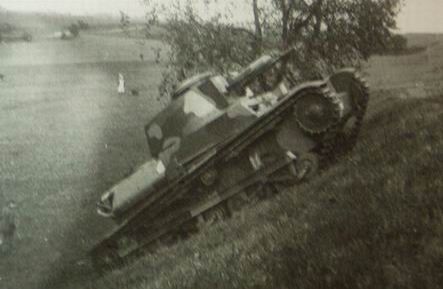
Deze foto toont de LT vz. 34 tijdens manoeuvres.

De tanks die in de handen van de Duitsers waren gevallen, werden naar verzamelpunten in Königsberg en Magdeburg getransporteerd. Na reparatie werden ze ingzet als trainingsvoertuigen. Ze waren echter ten opzichte van de Panzer I, Panzer II en andere Tsjecho-Slowaakse tanks sterk verouderd. Daarom werden in maart 1940 de tanks te koop aangeboden aan Letland. ČKD zou de tanks ombouwen met Duitse radioapparatuur en bewapening en de tank zou de nieuwe aanduiding LT vz. 34R krijgen. Doordat de Sovjet-Unie in de zomer van 1940 Letland integreerde in haar eigen grondgebied ging deze aankoop niet door. De tanks zijn dus ook niet meer gewijzigd en uiteindelijk maar gesloopt voor hergebruik van het metaal.
De 27 tanks die waren geïnterneerd in het Slowaakse leger werden wegens gebrek aan apparatuur tot 1942 in reserve gehouden. In de twee opvolgende jaren werden de tanks actief ingezet als trainingsvoertuigen. In het voorjaar van 1944 brak in Slowakije een volksopstand uit. Enkele tanks waren toen nog in gebruik en werden ingegraven, om als vaste geschutsopstellingen te dienen in de buurt van de stad Zvolen. Tien tanks werden buitgemaakt door Duitse troepen en naar Pilsen getransporteerd voor reparatie. Het was de bedoeling om ze daarna aan het Kroatische leger over te dragen, maar de Kroatische legerleiding hield deze gift tegen. Aan het begin van de jaren 1950 zijn alle tanks gesloopt.